# ブランチ・コブ
ブランシュ・クレオ・コブ（英語: Blanche Cleo Cobb、旧姓アリントン、1900年9月8日 - 2015年5月1日）は、アメリカ合衆国フロリダ州に居住した長寿の女性である。存命中はアメリカ国内で4番目、世界で8番目の長寿者であった。ただし、フロリダ州内ではアントニア・ジェレナ・リベラ（1900年5月19日生）が存命であったため、州最長寿者となることはなかった。

## 生涯
コブは1900年9月8日にジョージア州ジェサップで誕生した。その後、同州フォークストンへ転居し、そこでジョニー・コブ・ジュニアと出会い、1920年12月24日に結婚した。夫ジョニーは1957年に死去し、彼女はその後再婚しないと誓った。
彼女には13人の子供、22人の孫、39人の曾孫、そして4人の玄孫がいた。1978年から死去するまで、フロリダ州ジャクソンビルで娘のメイシールドと同居した。コブは長寿と健康の秘訣を神、人々への愛、そしてジャガイモへの愛に帰していたと伝えられている。娘によると、コブは非常に敬虔なキリスト教徒であり、自宅での喫煙、飲酒、銃の所持、ギャンブルを決して許容しなかったが、常に誰にでも家を開放していたという。
2015年5月1日、114歳と235日で死去した。